# Minieh
Minieh (en arabe : المنية) est une ville chef-lieu du caza de Minieh-Denniye dans la mouhafadha du Liban-Nord. Minieh est située à 96 km de Beyrouth est à une altitude de 20 mètres. Sur le plan administratif la ville est Minieh et Nabi Youchieaa ne constitue qu'une seule municipalité.